# Lee Soon-min
Lee Soon-min (en coreano: 이순민; Seúl, 22 de mayo de 1994) es un futbolista surcoreano que juega en la demarcación de centrocampista para el Daejeon Hana Citizen F. C. de la K League 1.

## Selección nacional
El 7 de septiembre de 2023 hizo su debut con la selección de fútbol de Corea del Sur en un encuentro amistoso contra Gales que finalizó con un resultado de empate a cero.

## Clubes
| Club                       | País          | Año       | Partidos | Goles |
| -------------------------- | ------------- | --------- | -------- | ----- |
| Gwangju F. C.              | Corea del Sur | 2017      | 2        | 0     |
| Pocheon Citizen FC         | Corea del Sur | 2018-2020 | 38       | 4     |
| Gwangju F. C.              | Corea del Sur | 2020-2023 | 97       | 4     |
| Daejeon Hana Citizen F. C. | Corea del Sur | 2024-     | 33       | 0     |